# Campsicnemus alexanderi
Campsicnemus alexanderi är en tvåvingeart som beskrevs av Harmston och Miller 1966. Campsicnemus alexanderi ingår i släktet Campsicnemus och familjen styltflugor.
Artens utbredningsområde är Alaska. Inga underarter finns listade i Catalogue of Life.